# Clathria hexagonopora
Clathria hexagonopora är en svampdjursart som beskrevs av Claude Lévi 1963. Clathria hexagonopora ingår i släktet Clathria och familjen Microcionidae. Inga underarter finns listade i Catalogue of Life.